# 日本ネットワークサポート
株式会社日本ネットワークサポート（にほんネットワークサポート、英: Nihon Network Support Co.,Ltd.）は、大阪市中央区に本社を置く金属製品・コンクリート製品・がいし製品の製造販売を行う企業。略称は、NNETS（エヌネッツ）。コーポレートカラーは、「ブルー・ジターヌ」。

## 概要
関西電力グループ企業再編に伴い、2005年（平成17年）10月、発電所検査事業等を関西電力ほかに移管した上で、日本アーム並びに近畿コンクリート工業、大トーの3社を統合して設立された。
社名は「日本」の配電・送電・情報通信等「ネットワーク」の支持物（「サポート」）を設計・製作することに由来する。

## 沿革
- 1956年（昭和31年）7月 - 関西電力出身の小松原喬により軽量腕金（アーム）ほか製造のベンチャー企業・日本アーム工業株式会社として設立。
- 1964年（昭和39年）- 関西電力の資本参加を得て、関西電力グループ企業の一員となる。
- 1992年（平成4年）‐ 発電所検査事業等への進出など事業多角化に伴い、株式会社日本アームに社名変更。
- 2004年（平成16年）10月 - 関西電力グループ企業再編に伴い、同じく関西電力グループ企業との統合が計画されていたが、同年8月に発生した同社美浜発電所3号機事故の影響を受け、統合を延期。
- 2005年（平成17年）10月 - 発電所検査事業等を関西電力ほかに移管した上で、同社並びに近畿コンクリート工業株式会社、大トー株式会社の3社を統合、株式会社日本ネットワークサポートを設立。配電資機材の製造・販売に特化。

## 事業所
- 本社（大阪市中央区）
  - 東日本本部（浦安市）
  - 九州本部（北九州市）
- 滋賀工場（湖南市）
  - 大阪物流センター（貝塚市）
- 播磨工場（高砂市）
  - 高砂工場（高砂市）
- 佐野工場（泉佐野市）
  - 貝塚工場（貝塚市）
  - 天草工場（熊本県天草郡）

## 関係会社
- 近貨